# 梁久让
梁久让（1920年2月—1992年），曾用名张剑平。山东省茌平县焦梁庄人。中华人民共和国政治人物。

## 生平
1938年8月，加入中国共产党，后任村党支部书记、区委委员。1941年，出任茌平县委宣传部副部长。1944年8月，担任县委宣传部部长、敌工部长。1945年，任茌平县抗日联合会主任。1947年春，任中共茌平县委副书记。同年7月，随刘邓大军南下，进入湖北后，担任中共江汉区党委、鄂中地委、京中县委民运部长。1960年9月至1964年9月，担任中共潜江县委书记。1964年10月至1966年7月，改任青海省黄南藏族自治州委常务书记。1966年，任湖北省生产指挥组农林水小组副组长，后任湖北省农业厅副厅长。1978年，任湖北省农业科学院院长、党委书记。1983年任顾问、湖北省人民政府经济研究中心常务干事。1992年去世。